# Friedrich Kasiski
Friedrich Wilhelm Kasiski (29 de noviembre de 1805–22 de mayo de 1881) fue oficial de infantería de las fuerzas armadas prusianas, criptógrafo y arqueólogo. Kasiski nació en Schlochau, oeste de Prusia (ahora Czluchow, Polonia).

## Servicio militar
Kasiski se alistó en el 33.º regimiento de infantería del este de Prusia el 20 de marzo de 1823 a la edad de 17 años. En mayo de 1824, ascendió al rango militar de sargento, y ocho meses más tarde fue ascendido como segundo teniente en febrero de 1825. Le tomó catorce años conseguir otra promoción cuando, en mayo de 1839, avanzó hasta el rango de teniente capitán. Su siguiente avance fue más rápido, obtuvo el cargo de capitán el noviembre de 1842. Kasiski finalmente se retiró del servicio activo con el rango de mayor el 17 de febrero de 1852.
Entre 1860 y 1868 fue el comandante del batallón de la guardia nacional prusiana.

## Criptografía
En 1863, Kasiski publicó un libro sobre criptografía de 95 páginas, Die Geheimschriften und die Dechiffrierkunst (alemán, "La escritura secreta y el arte del descifrado"). Ésta fue la primera publicación sobre criptoanálisis aplicado a los cifrados de sustitución polialfabéticos, especialmente el cifrado de Vigenère (se cree que Charles Babbage obtuvo un método similar pero lo mantuvo en secreto). El método se basaba en el análisis de fragmentos repetidos de texto dentro del texto cifrado; dicho análisis permitía conocer la longitud de clave usada en el cifrado. Esta técnica es conocida como el método Kasiski.
La importancia del trabajo criptoanalítico de Kasiski no fue valorada entonces, y en consecuencia él dirigió toda su atención a la arqueología. Pasó los últimos años de su vida en Neustettin (Szczecinek); la 11.ª edición de Encyclopædia Britannica citó en un artículo escolar a Kasiski en su entrada sobre la ciudad. El historiador David Kahn anotó, " Kasiski murió el 22 de mayo de 1881, casi seguramente sin darse cuenta de que él había iniciado una revolución en la criptografía" (The Codebreakers).